# دوري البوسنة والهرسك لكرة القدم الدرجة الأولى 2013–14
دوري البوسنة والهرسك لكرة القدم الدرجة الأولى 2013–14 (بالصربية: Прва лига Републике Српске у фудбалу 2013/14.)‏ هو الموسم 19 من دوري البوسنة والهرسك لكرة القدم الدرجة الأولى ‏. أقيم خلال الفترة 17 أغسطس 2013 وحتى 4 يونيو 2014، وأشرف على تنظيمه Football Association of Republika Srpska ‏، وكان عدد الأندية المشاركة فيه 14، وفاز فيه FK Drina Zvornik ‏.